# Хопкинс, Стивен (режиссёр)
Стивен Хопкинс (англ. Stephen Hopkins; род. 1958, Ямайка) — американский кинорежиссёр и продюсер. Он снял фильмы «Хищник 2», «Сметённые огнём», «Кошмар на улице Вязов: Дитя сна», крайне успешный фильм «Жизнь и смерть Питера Селлерса» и байопик о Джесси Оуэнсе «Сила воли». Он также был продюсером и режиссёром нескольких эпизодов очень успешного первого сезона сериала «24 часа».

## Биография
Стивен Хопкинс родился на Ямайке и вырос в Австралии и Великобритании. Получил образование в школе Sutton Valence.
Он известен работой над продолжением франшизы «Кошмар на улице Вязов», с фильмом «Кошмар на улице Вязов 5: Дитя сна»,, и франшизы «Хищник», с фильмом «Хищник 2». Его самым кассовым фильмом стала кино-адаптация 1998 года телесериала «Затерянные в космосе».
В 2004 году Хопкинс снял противоречивую картину «Жизнь и смерть Питера Селлерса», чем вызвал гнев у сына актёра, Майкла Селлерса, и выиграл премию «Эмми» за лучшую режиссуру мини-сериала, фильма или драматической программы.
Также Хопкинс был соисполнительным продюсером первого сезона сериала Fox «24 часа», а также снял половину эпизодов первого сезона, включая пилотную и последнюю серии.
Хопкинс снял множество эпизодов сериала Showtime «Обитель лжи» с Доном Чидлом в главной роли, премьера которого состоялась 8 января 2012 года, и был продлён на третий сезон. Он также является продюсером сериала.
Хопкинс снял фильм «Сила воли», байопик об атлете Джесси Оуэнсе для Focus Features. Стефан Джеймс играет Джесси Оуэнса, наряду с Джейсоном Судейкисом и Джереми Айронсом. Фильм был выпущен в феврале 2016 года.

## Фильмография
- «Опасная игра» (1987)
- «Кошмар на улице Вязов 5: Дитя сна» (1989)
- «Хищник 2» (1990)
- «Байки из склепа» — эпизод 3x4 (1991) / эпизод 4x5 (1992)
- «Ночь страшного суда» (1993)
- «Сметённые огнём» (1994)
- «Призрак и Тьма» (1996)
- «Затерянные в космосе» (1998)
- «Истории подземки» (фрагмент Horny) (1999)
- «Под подозрением» (2000)
- «24 часа» (2001; также соисполнительный продюсер)
- «Траффик» (2004)
- «Жизнь и смерть Питера Селлерса» (2004)
- «Жатва» (2007)
- «Блудливая Калифорния» — пилот (2007) / эпизоды 3x12 (2009) / эпизоды 6x12 (2013)
- «Холм Мэгги» (2009)
- «Необычный детектив» (2009) (эпизод 1x1)
- «Торн: Соня» (2010)
- «Бесстыдники» (2011) (эпизод 1x3)
- «Сила воли» (2016)
- «24 часа: Наследие» (2017: пилот и 2 эпизода; также соисполнительный продюсер)
- «Беглец[англ.]» (2020, эпизоды 14x14; также соисполнительный продюсер)
- «Связь[англ.]» (2023, эпизоды 6x6; также соисполнительный продюсер)